# کادیلا
کادیلا (انگلیسی: Cadila) شرکت صنایع داروسازی هندی است، که در سال ۱۹۵۲ تأسیس شد.